# Кежуал
Кежуал (на английски: casual – небрежен, обикновен) се възприема в наши дни като стил на обличане и дори начин на живот (култура). Особено популярен е сред футболните фенове.

## История
През 1960-те години, по времето на музикалната революция, политическата нестабилност и развитието на технологиите, в Англия младите изпитват по-голяма нужда от всякога да се отделят от рамките на обществото. Неслучайно се появяват различни течения сред тийнейджърите по онова време. Едно от тях е това на модовете (mods). Като всяко течение и това си има своите отличителни белези. За модовете те са музиката, скутерите и модата. Носят се спортни марки като Fred Perry и Ben Sherman.
В края на 1970-те и началото на 1980-те крайно популярни са марки като Sergio Tacchini, Fila и Lacoste, както и обувки на Adidas, Nike, Puma и Diadora.
В средата на 1980-те различни марки се носят в различни кежуал групировки (firms). Тогава сред кежуалите популярни стават Stone Island, Burberry, Aquascutum, Armani, Lois и други.
През 1990-те кежуал модата се насочва от спортни марки към по-официални като Prada, Polo Ralph Lauren и Paul Smith. Продължават да се носят и доста от спортните марки.
В наши дни особено популярни са Fred Perry, Lonsdale, Ben Sherman, Stone Island, Merc, Umbro, Henri Lloyd, Lacoste, Burberry, Sergio Tecchini и други. Отличителни черти на модата Кежуал са блузи с яка, шлифер до колената, прибрани кецове, карирани шапки, якета или панталони.

## Любопитно
Тъй като за полицията кежуал модата вече е отличителен знак за хулигани, доста кежуали се ориентират към по-нетрадиционни марки като One True Saxon, 6876 и други. Интересно е да се спомене, че бдителността на полицаите стига дотам, че логото на Stone Island, което представлява компас, бива оприличавано на неонацистки знак.
С нацистки символи се асоциират също лавровият венец на Fred Perry, който е познат от символите на Третия райх, както и името на Lonsdale, което съдържа 4 от 5-те букви от NSDAP - партията на нацистите от времето преди Втората световна война.
За кежуал музика се определят групи като The Streets и Mitchell Brothers. Доста от хората, свързани с тази култура слушат хардкор музика, пънк, рок, ска, ой, техно музика, хаус, транс и други.
Игрални филми, в които става дума за кежуали и тяхната култура са The Football Factory, Green Street Hooligans, I.D., It's a Casual Life, Cass, Awaydays.